# Domingoa susiana
Domingoa susiana är en orkidéart som beskrevs av Donald Dungan Dod. Domingoa susiana ingår i släktet Domingoa och familjen orkidéer. Inga underarter finns listade i Catalogue of Life.